# Jelle ten Rouwelaar
Jelle ten Rouwelaar (ur. 24 grudnia 1980 w Joure) – holenderski piłkarz występujący na pozycji bramkarza. Zawodnik klubu NAC Breda.

## Kariera
Ten Rouwelaar zawodową karierę rozpoczynał w 1998 roku w zespole FC Emmen z Eerste divisie. Spędził tam 4 lata. W tym czasie rozegrał tam 77 spotkań. W 2002 roku przeszedł do PSV Eindhoven z Eredivisie. W tych rozgrywkach zadebiutował 21 września 2002 roku w wygranym 3:1 pojedynku z FC Zwolle. Będąc graczem PSV był wypożyczany do FC Groningen, FC Twente, FC Zwolle, a także FC Eindhoven. W latach 2002–2006 dla PSV zagrał 2 razy.
W 2006 roku ten Rouwelaar odszedł do Austrii Wiedeń. W Bundeslidze pierwszy mecz zaliczył 17 marca 2007 roku przeciwko SV Ried (2:1). W tym samym roku zdobył z klubem Puchar Austrii. W Austrii przez rok rozegrał 4 spotkania.
W 2007 roku ten Rouwelaar wrócił do Holandii, gdzie został zawodnikiem zespołu NAC Breda (Eredivisie). Zadebiutował tam 26 sierpnia 2007 roku w przegranym 0:5 ligowym spotkaniu z Feyenoordem. W 2008 roku zajął z klubem 3. miejsce w Eredivisie.